# 라임라이트
<라임라이트>는 1952년 찰리 채플린이 제작한 영화이다. 찰리 채플린의 영화 중에는 멜로 영화에 속한다. 이 작품은 채플린이 런던에서 연극 배우를 할 때의 추억을 담은 영화로 배경은 1914년이다. 영화 제작사는 역시 유나이티드 아티스트에서 했다. 채플린은 이 영화에서 무려 1인 8역을 맡았다.

## 줄거리
지금은 아무도 알아주지 않지만 왕년에는 잘 나가는 배우였던 칼베로는 자기 하숙집 밑에서 사는 한 젊은 여인을 구한다. 이 여인은 발레리나를 하였으며 삶을 포기하고 자살하려고한 여자였다. 칼베로는 그녀에게 삶과 맞서라고 한다. 그녀는 점차 그를 사랑하게 된다. 그러나 칼베로는 여전히 사람들의 관심을 못받고 여인은 유명해져서 예전에 친분이 있었던 음악가 네빌과 데이트를 한다. 칼베로는 여인의 곁을 떠난다. 몇년 후 칼베로를 만난 여인은 그를 위한 자선 공연을 하고 공연은 성공적으로 막을 내린다. 칼베로는 수많은 박수와 함께 무대 뒤에서 숨을 거둔다. 여인은 칼베로가 죽은 줄도 모르고 관객들 앞에서 발레를 한다.

## 에피소드

### 라임라이트에 출연한 사람들
라임라이트에서는 채플린의 라이벌이자 유명한 배우였던 버스터 키튼이 출연하였다. 키튼은 유성 영화로 인하여 알코올 중독에 빠졌는데 그는 이 영화를 발판으로 제2의 전성기를 누린다. 한편 채플린과 결혼한 우나 오닐과 자식들을 출연시켰다. 여성 주인공인 클레어 블룸은 영국의 어떤 극단주가 소개시켜주었다고 한다.

### 미국을 떠난 채플린
채플린은 이 영화 홍보를 위하여 런던에 갔는데 이를 기회로 삼아 채플린은 미국에서 쫓겨났다. 이후 채플린은 고향인 영국에 머물었으나 세금으로 인하여 스위스에 정착한다.

## 캐스팅
- 찰리 채플린 - 칼베로
- 클레어 블룸 - 여인
- 시드니 채플린 - 네빌
- 버스터 키튼 - 채플린의 동료

## 같이 보기
- 찰리 채플린의 영화 목록